# 色譜法期刊B
色譜法期刊B是一本由同行評審為發表研究論文分析化學的雜誌，其重點是色譜技術和方法及生物和生命科學。